# Nhà thờ Thánh Nicholas, Elbląg
```
Nhà thờ Thánh Nicholas
 là một 
nhà thờ gothic
 thế kỷ 13 ở 
Elbląg
, 
Ba Lan
. Được thành lập vào khoảng năm 1247, nhà thờ trở thành của người Luther năm 1573. Nó đã bị hư hại do hỏa hoạn vào cuối thế kỷ 18 và bị thiệt hại trong 
Thế chiến II
. Nó đã được nâng lên thành tình trạng là một 
nhà thờ
 vào năm 1992.
```

## Lịch sử
Khi những người cai trị Elbing (Elbląg) lần đầu tiên cố gắng áp dụng cuộc Cải cách Tin lành vào năm 1525, sự khiêu khích của Nhà thờ Thánh Nicholas vẫn duy trì hoạt động Công giáo. Từ năm 1539, hội đồng thành phố đã khoan dung và dần dần công khai chủ nghĩa Lutheran, để nhà thờ Thánh Nicholas trở thành một nhà thờ Luther vào năm 1573.
Sau hợp đồng nhiếp chính Phổ của vua Sigismund III (1605) với Joachim Frederick của Brandenburg và hợp đồng tước quyền của Phổ (Hiệp ước Warsaw, 1611) với John Sigismund của Brandenburg, hai nhà cai trị của Đức Phổ đã bảo đảm việc thực hành tự do theo đạo Công giáo. Dựa trên những hợp đồng này, Hoàng tử-Giám mục Szymon Rudnicki của Ermland / Warmia đã đạt được sự phục hồi của Nhà thờ Thánh Nicholas là một nhà thờ giáo xứ Công giáo La Mã năm 1612, sau đó là nhà thờ duy nhất ở Elbing, và vẫn là một nhà thờ Công giáo kể từ đó.
Nhà thờ Thánh Nicholas đã bị hỏa hoạn vào cuối thế kỷ 18, sau đó bị phá hủy trong Thế chiến II và được xây dựng lại. Năm 1992, tòa nhà được nâng lên thành tình trạng là nhà thờ.